# EL Canum Venaticorum
EL Canum Venaticorum är en förmörkelsevariabel av EL Canum Venaticorum-typ (EA/EL) i stjärnbilden Jakthundarna. Den är prototypstjärna för en undergrupp av Algolvariabler där komponenterna i dubbelstjärnan är en vit dvärg i förstadium och en följeslagare som ligger tidigt i sin utveckling i huvudserien.
Stjärnan varierar mellan visuell magnitud +9,42 och 9,59 med en period av 0,795629 dygn eller 19,0951 timmar.